# 向山賞
向山賞（Mukaiyama Award）は、日本の化学賞。有機合成化学協会により授与される。向山光昭の業績を記念して2005年に創設された。有機合成化学の新しい方法論の開拓で顕著な業績を上げた若手研究者に授与される国際賞である。

## 受賞者
- 2005年 - en:Alois Fürstner
- 2006年 - 杉野目道紀, en:Gregory Fu
- 2007年 - 谷野圭持, デイヴィッド・マクミラン
- 2008年 - 野崎京子, ジョン・ハートウィグ
- 2009年 - 石原一彰, Justin Du Bois
- 2010年 - 寺田眞浩, en:Michael J. Krische
- 2011年 - 垣内史敏, en:F. Dean Toste
- 2012年 - 田中健,  en:Jin-Quan Yu
- 2013年 - 伊丹健一郎, ベンジャミン・リスト
- 2014年 - 井上将行, en:Phil S. Baran
- 2015年 - 山口茂弘, en:Brian Stoltz
- 2016年 - 依光英樹, en:M. Christina White
- 2017年 - 中尾佳亮, en:Frank Glorius
- 2018年 - 鳶巣守, Jeffrey W. Bode
- 2019年 - 千葉俊介, en:Richmond Sarpong
- 2020年 - 松永茂樹, en:Martin D. Burke
- 2021年 - 大宮寛久, en:Melanie Sanford
- 2022年 - 吉戒直彦, en:Neil Garg
- 2023年 - 熊谷直哉, en:Sarah E. Reisman
- 2024年 - 山口潤一郎, Ryan A. Shenvi
- 2025年 - 大松亨介, Guangbin Dong